# Antoni Walocha
Antoni Walocha (ur. 12 stycznia 1889, zm. 1945 w Zakopanem) – polski ksiądz katolicki, działacz społeczny, kapelan wojskowy w stopniu kapitana, zamordowany przez nieznanych sprawców.

## Życiorys
Pochodził z rodziny chłopskiej. Po ukończeniu w 1905 roku gimnazjum w Pińczowie, wstąpił do kieleckiego seminarium duchownego. Święcenia kapłańskie przyjął w dniu 30 lipca 1911 r. z rąk ordynariusza diecezji kieleckiej ks. bpa Augustyna Łosińskiego. Pracował jako wikariusz kolejno w: Książu Wielkim, Nałamie, Pogoni i Będzinie. Po odzyskaniu przez Polskę niepodległości w 1918 r. został mianowany proboszczem w parafii Nagłowice. Ożywił religijność wiernych, zaktywizował ich na polu społecznym i patriotycznym, dokończył budowę kościoła. W dniu 23 czerwca 1919 r. został proboszczem w Goleniowach, a w dniu 1 sierpnia 1920 r., zgłosił się na kapelana wojskowego. Po Bitwie Warszawskiej został skierowany do jednostek wojskowych skoszarowanych na terenie Litwy Środkowej. Już w stopniu kapitana w dniu 30 listopada 1921 r. przeszedł do rezerwy. Po kilku miesiącach pracy w parafiach Zagłębia Dąbrowskiego, w dniu 29 lipca 1922 r. został proboszczem w Przybynowie (obecnie archidiecezja częstochowska), w 1924 r. w Sancygniowie, a 5 listopada 1928 r. w Świętomarzy. Angażował się w działalność na polu społecznym – w 1929 r. założył w Spółdzielnię Mleczarską. W dniu 23 czerwca 1934 r. został mianowany proboszczem w Mstyczowie, a w 1935 r. wicedziekanem dekanatu sędziszowskiego.
Po ataku Niemiec i Rosji na Polskę we wrześniu 1939 r. został przydzielony do Armii „Kraków”, toczącej walki z Niemcami m.in. w okolicy Sędziszowa i Koniecpola. W dniu 17 września 1939 r. przekroczył granicę polską z Rumunią, gdzie z innymi żołnierzami został internowany, a w dniu 15 stycznia 1940 r. aresztowany i oddany władzom niemieckim. Przebywał m.in. w oflagach VI E w Dorsten, II B w Arnswalde i II C w Woldenbergu, gdzie doczekał się uwolnienia przez armię sowiecką dniu 30 stycznia 1945 roku.
Po powrocie do kraju, mimo ciężkich przeżyć obozowych i nie najlepszego stanu zdrowia, z nominacji ks. bpa Czesława Karczmarka, w dniu 26 lutego 1945 r. został proboszczem w Krzcięcicach. Jednak w okresie przygotowania I Komunii Świętej na dzień 8 lipca 1945 roku został aresztowany. Według relacji siostrzenicy Wiktorii Rutkowskiej, która przyjechał na parafię do pomocy, wieczorem 1 lipca, dwóch mężczyzn poprosiło księdza „do chorego”, a gdy się przygotowywał zabrali go ze sobą. Od tej chwili wszelki ślad po nim zaginął. Wiktoria i Paweł Rutkowscy przedstawili szczegóły aresztowania w Kurii w Kielcach. Potem poszukiwali go na własną rękę. Ksiądz przebywał jakiś czas w więzieniu w Krakowie na Montelupich, gdzie spisano jego personalia i adres zamieszkania.
W dniu 1 września 1945 r. powiadomiono Kurię w Kielcach o odnalezieniu ciała przez ks. Jana Tobolaka z Zakopanego. Wezwany lekarz stwierdził, iż Ksiądz wisiał na drzewie co najmniej od dwóch tygodni i zginął przed powieszeniem. W kieszeni poszarpanej i wiszącej osobno sutanny znaleziono nominację z dnia 26 lutego na proboszcza w Krzcięcicach. Wykluczono samobójstwo. Pierwszą osobą, która znalazła Księdza była kobieta zbierająca grzyby. Ciało księdza miało rany na nogach, sugerujące pogryzienie przez psa, płuca były przestrzelone. Zmarłego pochowano w Zakopanem.
Później pojawiały się doniesienia, iż rzekomo w dniu 27 lipca 1947 r. dziekan z Sędziszowa ks. Jan Pałczyński poinformował Kurię w Kielcach, że ks. Antoni w dniu 2 lipca wyjechał pociągiem z Krzcięcic do Krakowa, by zakupić pamiątki dla dzieci pierwszokomunijnych i już nie wrócił. Ktoś inny miał go widzieć w tramwaju w Krakowie. Wcześniej, 15 lipca, tę samą wersję zaginięcia przekazał kurii wikariusz ks. Kazimierz Nachtman. Rodzina twierdzi, że taki wariant wydarzeń fabrykowały władze komunistyczne, zacierając ślady zbrodni. Rozpowszechniano też plotkę, iż ksiądz zginął w wyniku porachunków partyzanckich. W związku z tajemniczą śmiercią ks. Antoniego nie prowadzono żadnego postępowania sądowego.